# Clasmatocolea fasciculata
Clasmatocolea fasciculata là một loài rêu tản trong họ Geocalycaceae. Loài này được (Nees) Grolle miêu tả khoa học lần đầu tiên năm 1960.